# 都市ボーイズ
都市ボーイズ（としボーイズ）は、放送作家の岸本誠と早瀬康広からなる日本の男性YouTuberコンビ。

## 概要
2人は放送作家養成所の同期として出会う。卒業後は一旦別の道に進むが関係はもち続けており、オカルトをしようと2015年5月14日に「都市ボーイズ」を結成。ユニット名は2人がコントユニット「シティボーイズ」のファンであったことと、都市伝説を扱うユニットということで命名された。主にオカルト関連のメディア出演やトークイベントのほか、YouTubeなどで配信活動を行っている。漫画家の龍幸伸が都市ボーイズのことが好きで、自身の漫画「ダンダダン」に岸本と早瀬をモデルにしたカシモトとパヤセというキャラクターを登場させている。

## メンバー

### 岸本 誠 (きしもと まこと)
岸本 誠 (きしもと まこと)は日本の男性放送作家、YouTuber。東京都歌舞伎町出身。2022年に山口敏太郎タートルカンパニーを退所後はフリーで活動している。
歌舞伎町出身の為、東京の裏社会などに詳しい。
放送作家としてクイズ番組等も手がけているので雑学にも明るい。
2015年、YouTuberチャンネル「都市ボーイズ」を早瀬とともに開設。YouTuberの活動を開始し、山口敏太郎タートルカンパニーに所属する。
2020年2月、早瀬とともにサブチャンネル「都市ミナティチャンネル」を開設。
2021年2月、自身が所属するYouTubeチャンネル「都市ボーイズ」のチャンネル登録者数が10万人を超えた。
2021年5月、共著『怖い村の話』を執筆。
同月、共著『怖い村の話 犬鳴村ミステリー』を執筆。
2022年1月、山口敏太郎タートルカンパニーを退所。
2022年2月、共著『超・怖い村の話』を執筆。
2022年7月、共著『本当にあった「呪いの手紙」の怖い話』を執筆。
2023年7月、共著『行ってはいけない呪いの村』を執筆。

### 早瀬康広 (はやせ やすひろ)
早瀬康広 (はやせ やすひろ)は日本の男性放送作家、YouTuber、作家。岡山県津山市出身。本名は非公開。津山工業高校卒業。既婚。2022年に山口敏太郎タートルカンパニーを退所後はフリーで活動している。
高校卒業後の18歳の時に上京し、放送作家養成所に入る。上京後はずっと事故物件を転々として住んでいる。
2015年、YouTuberチャンネル「都市ボーイズ」を岸本とともに開設。YouTuberの活動を開始し、山口敏太郎タートルカンパニーに所属する。
同年、オカルト大会「オカルトスター」で優勝した。
2016年、一般女性と結婚する。その際、婿養子に入った為、本名が早瀬 康広から桜井 康広になった。
同年、呪物の収集も始め、呪物コレクターとして、世界中の呪物を収集するようになる。
2017年、オカルト大会「オカルトスター」で自身2回目の優勝を達成した。
同年、稲川淳二の怪談グランプリで優勝した。
2018年9月、共著『岡山の怖い話―人形峠で我が子は嗤う』を執筆。
2019年、稲川淳二の怪談グランプリで自身2度目の優勝を達成した。
2020年2月、岸本とともにサブチャンネル「都市ミナティチャンネル」を開設。
2021年2月、自身が所属するYouTubeチャンネル「都市ボーイズ」のチャンネル登録者数が10万人を超えた。
2021年5月、共著『怖い村の話』を執筆。
同月、共著『怖い村の話 犬鳴村ミステリー』を執筆。
2022年1月、山口敏太郎タートルカンパニーを退所。
2022年2月、共著『超・怖い村の話』を執筆。
2022年5月、イラストレーターでYouTuberの田中俊行とともに呪物の展覧会「祝祭の呪物展」を開催。
同月、吉本興業主催の呪物コレクションの大会「呪物-1グランプリ」で優勝し、初代王者となる。
2022年6月、共著で『本当にあった「呪物」の怖い話』を執筆。
2022年7月、共著『本当にあった「呪いの手紙」の怖い話』を執筆。
2023年4月、田中俊行とともに「祝祭の呪物展2」を開催する。
同月、コヤッキースタジオが開催した「シンジラレナイハナシ」で「MVT（Most Variable 都市伝説）」獲得した。
2023年7月、共著『行ってはいけない呪いの村』を執筆。
2023年11月、自身初の単著での書籍『闇に染まりし、闇を祓う』を執筆。
2024年7月、田中俊行との共著で『怖い話でメシを食う。 最恐の2人が語る奇妙な日常』を執筆。
2025年6月、書籍『待ち合わせは、闇の中』を執筆。

## 成績

### 早瀬
- 稲川淳二の怪談グランプリ 優勝：2回（2017年、2019年）[13]
- オカルトスター 優勝：2回（2015年、2017年）[13]
- 呪物-1グランプリ 優勝：1回（2022年）[13]
- シンジラレナイハナシ「MVT（Most Variable 都市伝説）」獲得：1回（2023年）[35]

## 出演

### テレビ

#### 都市ボーイズ
- 緊急検証!恐家vs怪村〜闘凶2020〜（2020年12月26日、ファミリー劇場）[38]

#### 早瀬
- 緊急検証!2016年度版超新約黙示録～第3回紅白オカルト合戦～（2015年12月31日、ファミリー劇場）[39] - 早瀬のみ
- 稲川淳二の怪談グランプリ2017（2017年8月6日、関西テレビ）[39] - 早瀬のみ
- 緊急検証!2018年度版超新約黙示録〜第5回紅白オカルト合戦〜（2017年12月9日、ファミリー劇場）[39] - 早瀬のみ
- 稲川淳二の怪談グランプリ2019〜下剋上バトル！歴代チャンピオンVS令和怪談師〜（2019年8月15日、関西テレビ）[39] - 早瀬のみ

### ウェブテレビ

#### 都市ボーイズ
- 都市ボーイズPresents　都市伝説の素（2020年、Amazon Prime Video）[40]

#### 早瀬
- ほんトカナ!?ケンドーコバヤシの絶対に観ないほうがいいテレビ!（2021年6月2日、Amazon Prime Video）[41] - 早瀬のみ
- 緊急検証! 怪山百物語〜激論・朝まで山奇譚サミット〜（2021年10月16日、ファミリー劇場CLUB）[39] - 早瀬のみ
- 樹怪談（2021年6月19日、ファミリー劇場CLUB）[39] - 早瀬のみ
- 学級怪（2021年11月20日、ファミリー劇場CLUB） - 早瀬のみ[42]

### 映画

#### 早瀬
- シザーチンP[43]（2018年） - 早瀬のみ（本人役）
- 緊急検証! THE MOVIE ネッシーvsノストラダムスvsユリ・ゲラー[43]（2019年） - 早瀬のみ（本人役）
- オカルト地蔵 (2023年) - 早瀬のみ（本人役）

## 書籍

### 共著

#### 都市ボーイズ
- 『怖い村の話』監修・共著 都市ボーイズ はやせやすひろ、岸本 誠（2021年5月18日、宝島社） ISBN 4299016785[17]
- 『怖い村の話 犬鳴村ミステリー』監修・共著 都市ボーイズ はやせやすひろ、岸本 誠（2021年5月、宝島社）[18]
- 『超・怖い村の話』監修・共著 都市ボーイズ はやせやすひろ、岸本 誠（2022年2月16日、宝島社） ISBN 4299026802[19]
- 『本当にあった「呪いの手紙」の怖い話』共著 都市ボーイズ はやせやすひろ、岸本 誠（2022年7月、宝島社）[20]
- 『行ってはいけない呪いの村』共著 都市ボーイズ はやせやすひろ、岸本 誠（2023年7月、宝島社）[21]

#### 早瀬
- 『岡山の怖い話―人形峠で我が子は嗤う』共著 はやせやすひろ、寺井広樹（2018年9月25日、TOブックス） ISBN 4864727252[30]
- 『本当にあった「呪物」の怖い話』共著 はやせやすひろ、田中俊行（2022年6月、宝島社）[33]
- 『怖い話でメシを食う。 最恐の2人が語る奇妙な日常』共著 はやせやすひろ、田中俊行（2024年7月、日本ジャーナル出版） ISBN 493092720X

### 単著

#### 早瀬
- 『闇に染まりし、闇を祓う』著者 はやせやすひろ（2023年11月17日、サンマーク出版）[22]
- 『待ち合わせは、闇の中』著者 はやせやすひろ（2025年6月5日、サンマーク出版）